# NGC 5248
NGC 5248 ist eine aktive Balken-Spiralgalaxie mit ausgedehnten Sternentstehungsgebieten vom Hubble-Typ SBbc und liegt im Sternbild Bootes an der Grenze zum Sternbild Jungfrau. Sie ist schätzungsweise 50 Millionen Lichtjahre von der Milchstraße entfernt und hat einen Durchmesser von etwa 95.000 Lichtjahren.
Im selben Himmelsareal befindet sich u. a. die Galaxie IC 900.
Das Objekt wurde am 15. April 1784 von Wilhelm Herschel entdeckt.

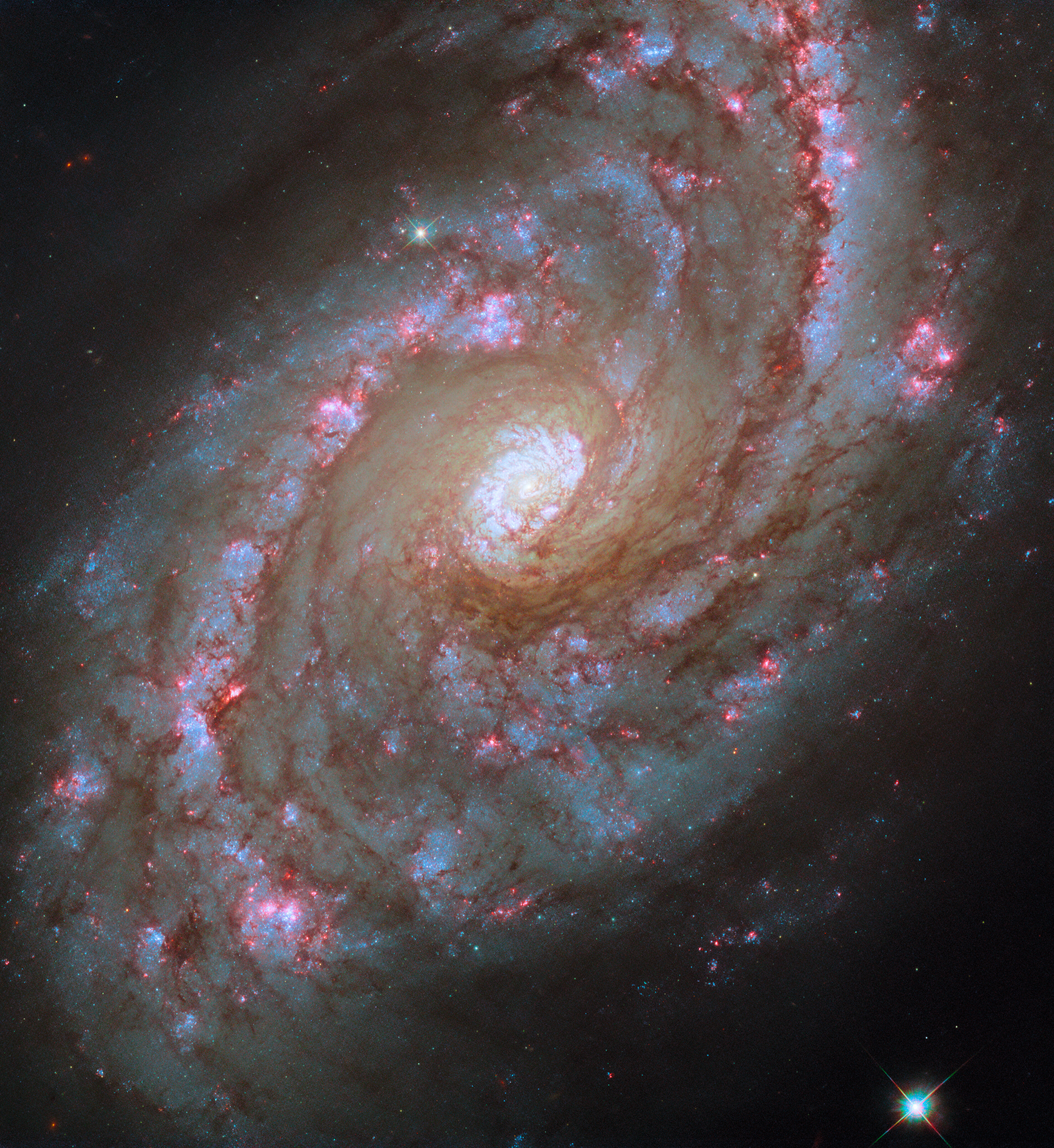
Detaillierte Abbildung des Zentralbereichs mittels Hubble-Weltraumteleskop
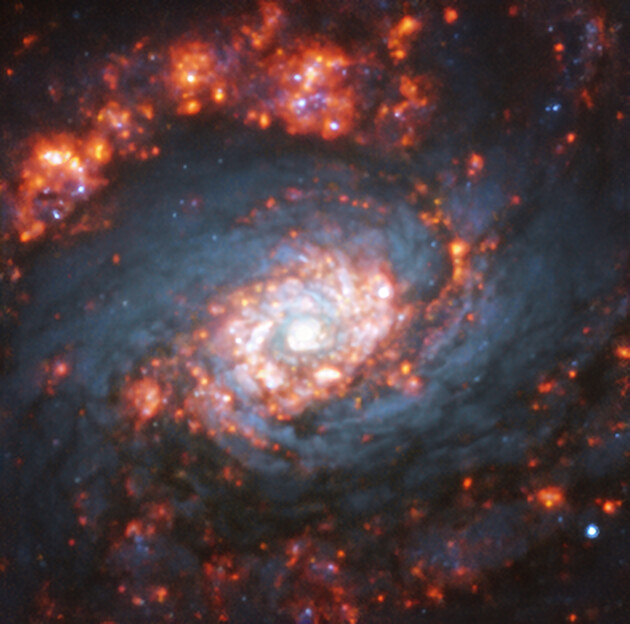
Aufnahme verschiedener Spektralbereiche durch das Very Large Telescope